# Блакитний експрес
«Блакитний експрес» (інша назва: «Експрес Нанкін — Су-Чжоу») — радянський драматичний художній фільм 1929 року, знятий режисером Іллею Траубергом на кіностудії «Совкіно».

## Сюжет
Про боротьбу китайського народу за незалежність. Друга половина 1920-х років. Привокзальна площа в одному з китайських міст. Блакитний експрес з різними пасажирами готовий до від'їзду.

## У ролях
- Сергій Мінін — англієць
- Ігор Черняк — секретар
- Іван Арбенін-Падохін — місіонер
- Яків Гудкін — наглядач
- І. Савельєв — наглядач
- Сан Бо Ян — дівчинка
- Чу Ше Ван — селянин
- Чжан Кай — кочегар
- Лян Дін До — купець
- А. Вардуль — кулі
- Спасаєвський — китайський офіцер
- Яніна Жеймо — китаянка
- Зана Заноні — Ія
- Борис Бродянський — китаєц
- Жей Ван-сян — генерал
- Урсула Круг — пасажирка експреса

## Знімальна група
- Режисер — Ілля Трауберг
- Сценаристи — Леонід Ієрихонов, Ілля Трауберг
- Оператори — Борис Хренніков, Юрій Стіліанудіс
- Художники — Борис Дубровський-Ешке, Моїсей Левін